# Európa Kiadó
Európa Kiadó là một ban nhạc underground rock Hungary được thành lập vào năm 1981 tại Budapest, gồm các thành viên của ban nhạc URH mới tan rã:  László Kiss, András Salamon và Jenő Menyhárt, cùng với József Dénes và András Gerő.

## Danh sách đĩa nhạc (không đầy đủ)
- A pusztulás piszkozatai (Drafts of decay, 1981, chưa phát hành)
- Soundtrack of the film Városbújócska  (Urban hide and seek)  với Jiří Stivín và János Másik (1985)
- Popzene  (Popmusic, 1987)
- Szavazz rám  (Vote for me, 1989)
- Itt kisértünk - Love'92  (Here we haunt - Love'92 , 1993)
- És mindig csak képeket  (And always just images, Hòa nhạc tại Nhà hát Katona József, 1994)
- Love '82 (1997)
- Jó lesz '84  (It will be good'84, 1997)
- A Zichy Kastélyban (1998, hòa nhạc năm 1986 tại dinh thư của gia tộc Zichy)
- Így vonulunk be  (That's how we march in, 2004-5 DVD)
- Annak is kell (2013)